# Esplanade Charles-de-Gaulle (Montpellier)
Pour les articles homonymes, voir Esplanade Charles-de-Gaulle.
L’esplanade Charles-de-Gaulle ou esplanade de la Comédie est une place située dans le centre-ville de Montpellier. Elle voisine avec la place de la Comédie dont elle forme le prolongement.

## Situation et accès
Elle se trouve dans la continuité de la place de la Comédie. Elle est bordée de platanes, égayée par de nombreuses fontaines et comprend un parc boisé (le jardin du Champ-de-Mars). Elle constitue le parvis du lycée Joffre, installé depuis 1947 dans l'ancienne citadelle de Montpellier.
Elle est délimitée par les boulevards Sarrail et Bonne-Nouvelle, l'allée de la Citadelle et l'avenue Frédéric-Mistral.
Les voies de circulation sur l'esplanade sont :
- Allée Paul-Boulet, du nom de Paul Boulet (1894-1982), professeur à la faculté de médecine de Montpellier, maire de Montpellier et député de l'Hérault ;
- Allée Jean de Lattre-de-Tassigny ;
- Allée de Jérusalem ;
- Allée des Potiers ;
- Allée Missak-Manouchian (1906-1944), inaugurée le 11 mai 2007[2] ;
- Esplanade André-Pallies (1916-2006) ;
- Allée des Déportés ;
- Passerelle Auguste-Comte ;
- Passerelle de la Citadelle.

Voisine du palais des congrès du Corum, trois voies permettent un accès piétonnier :
- Allée des Républicains-espagnols ;
- Allée du Saint-Esprit (sur le toit de l'édifice), en référence à la chapelle de l'ordre du Saint-Esprit et à l'ancienne porte du Saint-Esprit (dite aussi de Montferrand) mises au jour par les travaux de mise en place de la 1re ligne de tramway ;
- Allée Michel-Austasie (sur le toit de l'édifice), du nom de l'assistant de l'architecte Claude Vasconi.

## Historique

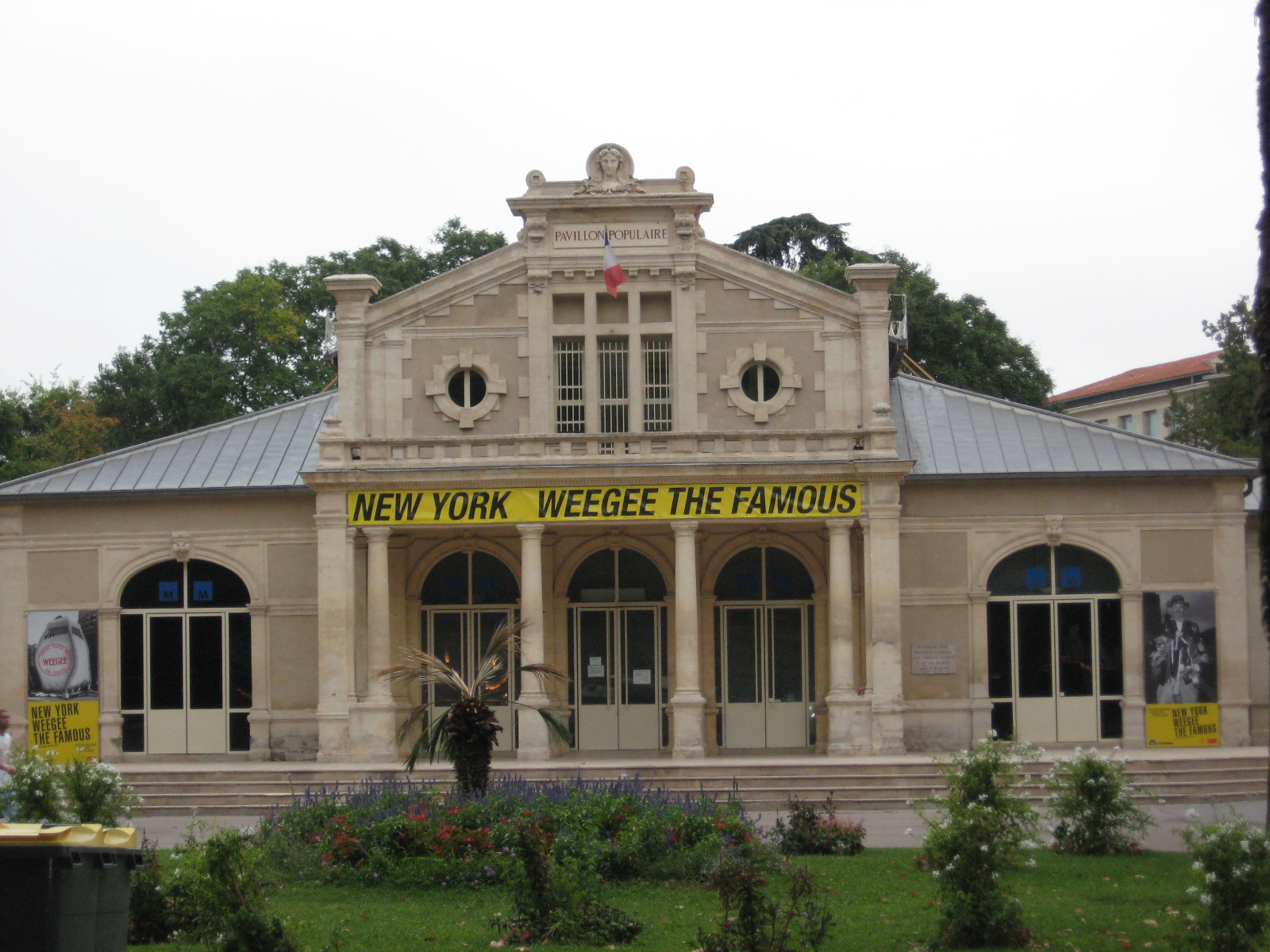
Le Pavillon populaire.

L'histoire de l'esplanade est liée aux remparts de la ville. C'est après le siège de la ville, en 1622, où Louis XIII a ordonné au duc de Montmorency de canonner la rébellion protestante, qu'une première partie de la commune clôture ou des remparts est détruite afin de pouvoir tenir la ville sous le feu des pièces d'artilleries situées sur la citadelle.
Encore partiellement visible de nos jours, la géographie des lieux de l'époque est composée par un bastion nord, dit « bastion du Roy », installé à proximité du Corum actuel, était relié par un mur à la Porte du Pila Saint Gély et le bastion sud, dit « bastion de la Reyne », situé à proximité du « monument aux morts de toutes les guerres », était relié par un fossé large et profond à la Porte de Lattes, située a proximité de la station de tramway de la place de la Comédie actuelle. Les murs de la commune clôture ont été abattus et le fossé comblé, en 1679, donnant naissance à un chemin carrossable. Ce dernier est utilisé comme terrain militaire qui servait pour les manœuvres des soldats basés dans la place forte voisine, la citadelle, devenue l'actuel lycée Joffre.
En 1723 et l'année suivante, le duc de Roquelaure, lieutenant du roi en Languedoc, fait nettoyer le terrain sauvage et y fait aménager une promenade,. Cette dernière s'étend entre la citadelle et la ville. Les travaux sont conduits par l'ingénieur Dominique de Sénès. Elle est baptisée la Roquelaure en honneur de son créateur,. Elle est complétée par le « Champ de Mars » en 1793. Une colonne de la Liberté est érigée de 1791 à 1814.
En 1844 avec l'émergence des chemins de fer de l'Hérault reliant Montpellier à Nîmes, le creusement d'une tranchée est réalisé au pied des bastions ouest de la citadelle et le « Champ de Mars ».
Le jardin du Champ-de-Mars est vendu par l'armée à la Ville et transformé en esplanade en 1900. On y a aménagé des bassins, de nombreuses statues et un monument aux morts qui, à l'origine, était situé près de l'actuel Corum, opéra Berlioz et palais des congrès.

## Bâtiments remarquables et lieux de mémoire

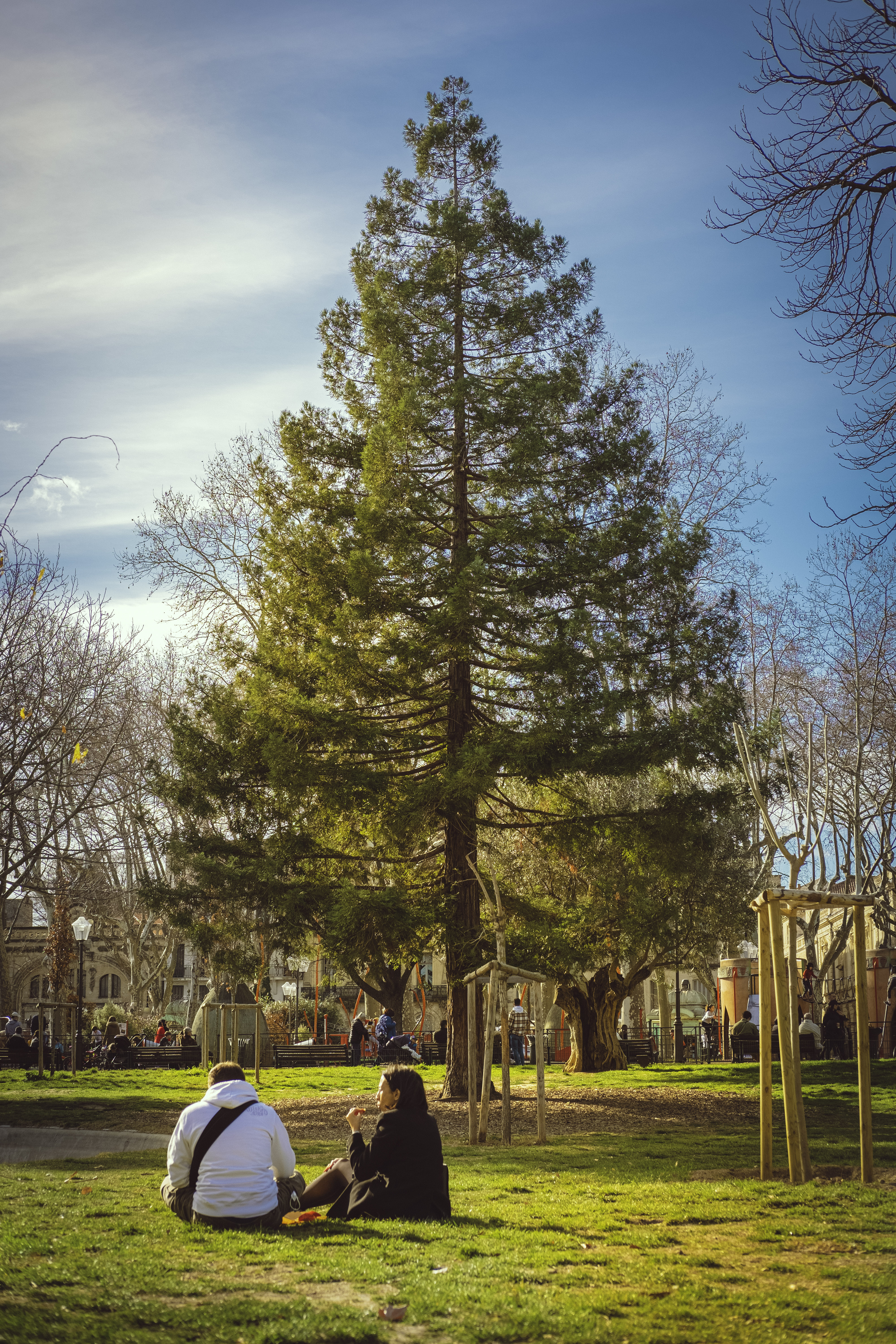
Sur la pelouse de l'Esplanade Charles-de-Gaulle.

### Le jardin du Champ de Mars
Ouvert au public depuis 1900, le parc d'une superficie de 35 000 m2 est aménagé par l'architecte paysagiste de la fin du XIXe siècle, Édouard André (1840-1911) également concepteur du parc Montsouris et du parc des Buttes-Chaumont à Paris. Allées curvilignes, pièce d'eau centrale, cascade prouvent la conception classique de ce jardin. On y retrouve l'atmosphère du début du siècle où le jardin a pour fonction essentielle la promenade et la découverte des éléments qui composent le parc : présence d'eau, végétations recherchées. Depuis plusieurs années, la ville de Montpellier a consenti un effort important pour la bonne conservation de ce parc. Une aire de jeu sur le thème de la musique a été réalisée en 2008.
Arbres remarquables : plaqueminier (dospyros lotus), marronnier rouge (aesculus × carnea), podocarpus (podocarpus macrophyllus), palmier nain (chamaerops humilis), arbre aux 40 écus (ginkgo biloba), palmier bleu (erythea arnata), érable negundo (acer negundo), sterculia à feuilles de platane (sterculae platanifolia), sterculia à feuilles d'érable (sterculea acerblia), chêne à feuilles de châtaignier (quercus castaneaefola), chêne écarlate (quercus coccinea), marronnier d'Inde (aesculus hippocastanum), chêne chevelu (quercus cerris), magnolia grandifloria, grenadier (punica granatum), chêne d'Espagne (quercus hispanica lucombeana), noisetier de Byzance (corylus colurna), cèdre de l'Himalaya (cedrus deodara), cèdre de l'Atlas (cedrus atlantica), calocedrus (calocedrus decurens), platane (platanus × hispanicus).

### Édifices et services

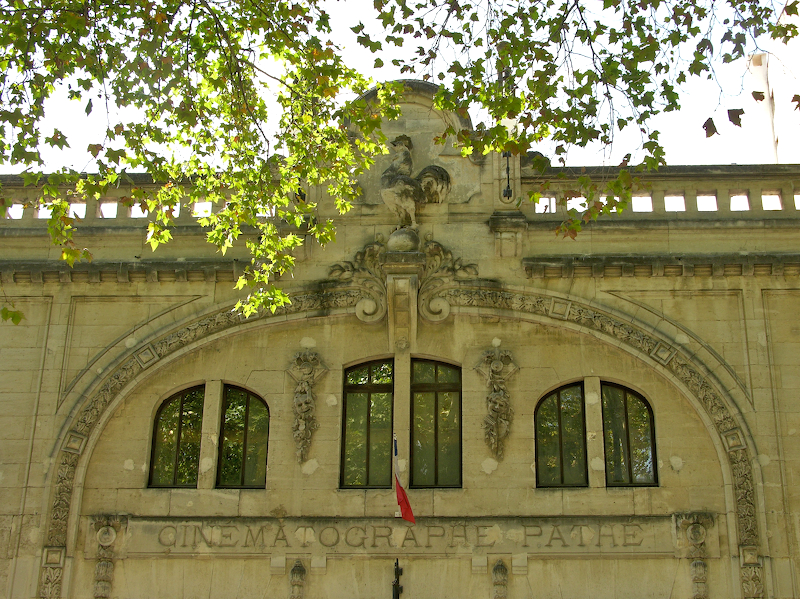
Façade du Centre Rabelais, ancien cinéma Pathé de Montpellier.

- Le lycée Joffre, ancien grand lycée impérial, datant de 1804 ;
- L'office de tourisme de Montpellier ;
- Espace Dominique-Bagouet (1951-1992) : salle d'exposition dédiée aux artistes régionaux des XIXe et XXe siècles ;
- Le Pavillon populaire : cet édifice réalisé en 1891 a accueilli successivement le cercle de l'association des étudiants, une bibliothèque, un hôpital militaire pendant la guerre, les associations montpelliéraines. Aujourd'hui lieu d'exposition consacré à l'art photographique, il servit d'annexe au musée Fabre ;
- Le kiosque Bosc : En 1926, le compositeur Auguste Bosc fait construire un kiosque à musique sur l'esplanade de la Comédie[9]. Par cette réalisation, le compositeur souhaite remercier sa ville natale de lui avoir offert une bourse pour étudier la musique au Conservatoire de musique de Paris. L'édifice est inauguré le 2 mai 1927 à l'occasion d'un concert dirigé par le compositeur lui-même[9]. Il s'agit du premier ouvrage en béton armé à Montpellier réalisé par l'architecte Élie-Marcel Bernard[10],[11]. Il est labellisé « Patrimoine du XXe siècle », le 29 décembre 2015[9]. En 2024, des travaux de rénovations et de restaurations sont en cours sur l'édifice et sa fontaine d'angle[12] ;
- Le musée Fabre : principal musée d'art de Montpellier, ouvert au public en 1828, il a le statut de musée de France, au sens de la loi no 2002-5 du 4 janvier 2002 ;
- La Maison des relations internationales (hôtel de Sully) : elle abrite la Direction des relations internationales de la ville de Montpellier, la Maison de l'Europe de Montpellier, accueille le consul honoraire de la République fédérale d'Allemagne, le vice-consulat honoraire d'Italie et le consul honoraire du Royaume des Pays-Bas ;
- Le Corum : le palais des congrès a été construit au bout de l'Esplanade par l'architecte Claude Vasconi ;
- Le Centre Rabelais : ancien cinématographe Pathé créé en 1907, racheté par la ville, le centre fait office de salle polyvalente (100 places pour 70 m2) et dispose d'une salle de projection d'une capacité de 400 places assises pour une surface de 550 m2.

### Commerces
Quatre kiosques sur l'esplanade sont occupés par des brasseries. L'esplanade a aussi son manège et plusieurs fleuristes.

### Monuments et sculptures

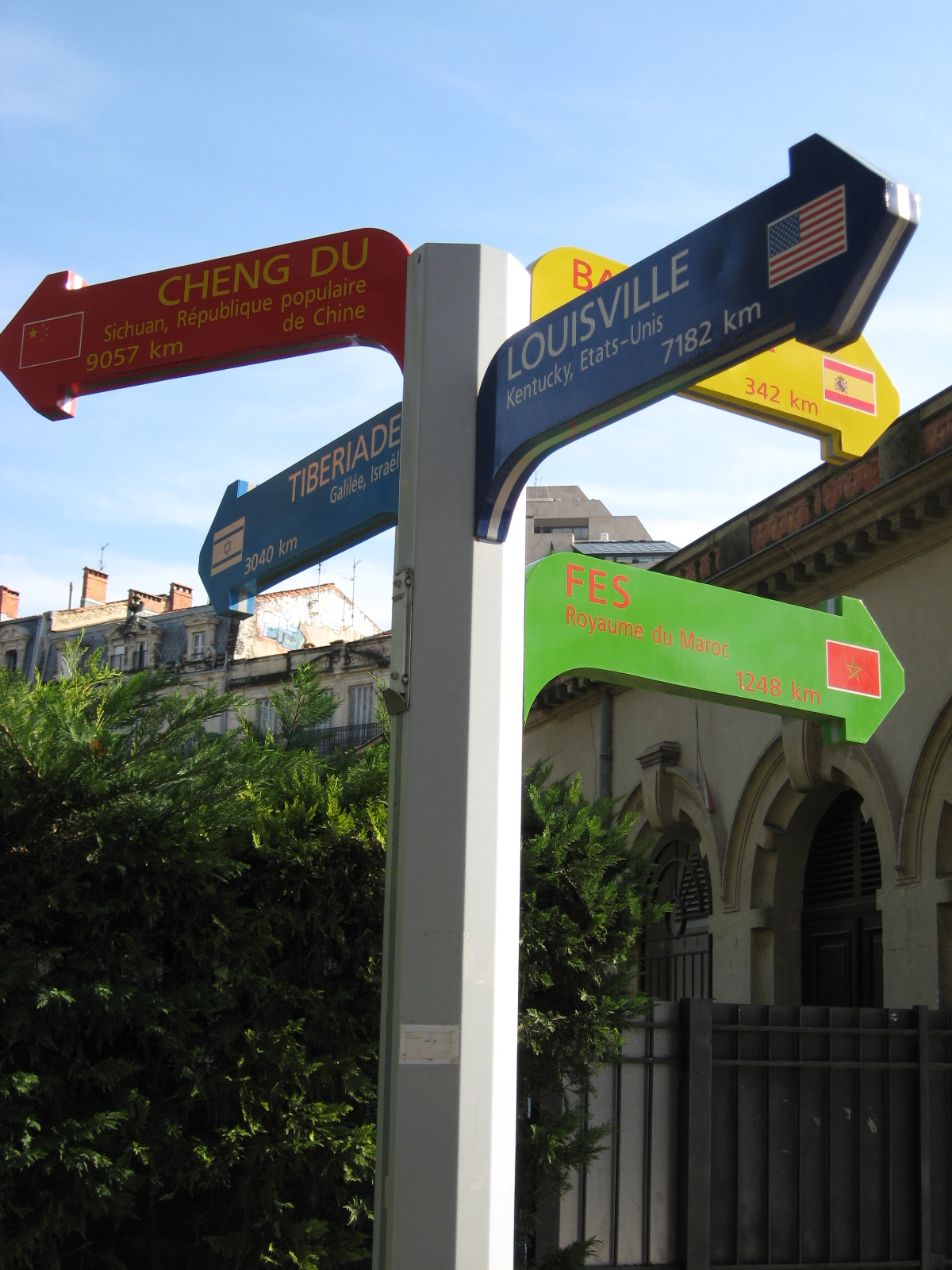
Ancien panneau indicateur des villes jumelles à proximité de l'office de tourisme.

- Le monument aux morts de toutes les guerres[13] : Le 18 novembre 1918, le conseil municipal de la ville décide d’élever un monument, l’édifice est inauguré le 6 mai 1923, en plein cœur du jardin de l'Esplanade. Conçu dans un style corinthien, traité à l'antique, en forme d'hémicycle par l'architecte Jean-Claude Février[14], le monument porte sur la corniche l'inscription « Montpellier à ses enfants morts pour la France » et sur toute la longueur, l'énumération des noms des principales batailles de la Grande Guerre : « Noyon, Vervins, Aisne, Rozelieures, Orient, Champagne, La Somme, Verdun, La Marne, L’Yser, Argonne, Alsace, Dardanelles, Coucy-le-Château, Syrie, Hartmann ». Les mots « Honneur » et « Patrie » sont gravés sur les piliers extérieurs[15] ;
- Monument aux morts « Aux soldats de l'ombre », sculpture de Pierre Nocca (1916-2016) réalisée en 1947[16]. Une urne contient des cendres humaines et de terre mêlées recueillies dans les fosses communes du camp d'extermination nazi d'Auschwitz-Birkenau le 23 juin 1993[17] ;
- Charles de Gaulle, buste en bronze par Hugues Malbreil, inauguré en décembre 2008[18] ;
- Allégories d'Allan McCollum : cinq sculptures polychromes reproduisant des statues du XVIIIe siècle du château Bonnier de la Mosson à Montpellier. Œuvres inaugurées le 1er juillet 2000 pour la création de la 1re ligne du tramway. Peintes chacune de couleurs différentes[19] ;
- Marsyas, statue de Jacques Villeneuve (1865-1933) réalisée en 1904[20]. En 2022, des travaux de restauration sont effectués sur l'ouvrage[16] ;
- Arbre Palestine - la Paix par le droit Journée de la terre[Par qui ?] (mars 2008) ;
- Jean Jaurès, monument de Pierre Nocca réalisé en 1964. Des travaux de restauration sont effectués en 2022[16] ;
- La Prairie, statue d'Horace Daillion (1854-1946) réalisée en 1911 ;
- Le Vent, 1991, sculpture par Baldini ;
- Plaque commémorative apposée sur le mur droit du Pavillon populaire : « En souvenir des 800 000 viticulteurs » rassemblés ici le 9 juin 1907 autour de Marcellin Albert et d'Ernest Ferroul pour sauver les viticulteurs. Inauguration le 2 septembre 2008.
- Stèle commémorative en l’honneur de trente-cinq pasteurs, prédicants et une prophétesse, exécutés à Montpellier, dont les plus connus sont Claude Brousson (1698) et Pierre Durand (1732), par la municipalité en 2008[21].

## Manifestations
- Le 21 juillet 1946 s'est déroulé le premier Championnat de France de pétanque toutes catégories confondues, est celui en senior triplette alors que la fédération française de pétanque et de jeu provençal (FFPJP) était créée une année auparavant[22] ;
- Depuis 1986, la Comédie du livre a lieu durant trois journées au mois de mai de chaque année. Elle est organisée sous l'égide de la métropole Montpellier Méditerranée Métropole[23] ;
- les Estivales : créée en 2001, cette manifestation qui se déroule pendant deux mois (de juillet à septembre) présente une cinquantaine de stands d'artisans d'art et des stands festifs et culturels (restauration, produits du terroir, dégustation de vins, bouquinistes…) ;
- les hivernales : marché de Noël inauguré en 2008 sur le modèle des estivales[24].